# Диковский, Николай Романович
Никола́й Рома́нович Дико́вский (12 сентября 1886, Браслав Новоалександровского уезда Ковенской губернии) ― ?) ― русский/белорусский историк, краевед, педагог и общественный деятель.

## Биография
Родился в семье псаломщика. Окончил Виленское духовное училище, Виленскую духовную семинарию, Санкт-Петербургскую духовную академию (1891), где одним из его учителей был М. О. Коялович, повлиявший на дальнейшие исторические занятия Диковского. Некоторое время работал надзирателем в Виленском духовном училище. В 1891 году рукоположён в священники и назначен в Кобрино Гатчинской волости. В 1894 году переведён в Гродно ключарём кафедрального Софийского собора, с 1901 года настоятель собора и законоучитель гродненских мужской и женской гимназий.
При Диковском, в приделе собора были заменены деревянные полы на изразцовые, расписан алтарь, установлена гробница для плащаницы, в главном приделе появилась икона «Тайной вечери». Вместе с епископом Гродненским и Брестским Никанором (Каменским) добился открытия Гродненского церковно-исторического комитета. В 1901―1907 гг. редактор «Гродненских епархиальных ведомостей».
В 1906 году за пастырскую деятельность награждён наперсным крестом.
В октябре 1907 года назначен ректором Ардонской духовной семинарии, в августе 1908 года переведён настоятелем церкви в Константиногорской слободе близ Пятигорска. В сентябре 1909 года назначен законоучителем в Пермь, где преподавал в городских гимназиях, учительской семинарии и коммерческом училище. Вёл службу в церкви Пермского духовного училища. С 1912 года сверхштатный священник пермского Спасо-Преображенского кафедрального собора. В 1913 году редактор «Пермских епархиальных ведомостей». Был одним из инициаторов пермского «Научного общества, посвящённого разработке исторических, философских, филологических и социально-юридических знаний».
1 мая 1918 года жители Мотовилихи избрал Диковского священником прихода. В июне 1919 года белая армия покинула Пермь, вместе с ней ушёл и Диковский. Дальнейшая его судьба неизвестна.

## Семья
Жена ― Дарья Иулиновна. Четверо детей: старший Григорий (р. 1895), младший Алексей (р. 1901).

## Научная деятельность
Занимался историей, археологией. Автор ряда статей и очерков по истории православия. Так, в частности, им опубликована первая библиографическая работа о Гродненщине ― «Опыт библиографического указателя статей и заметок, касающихся истории церквей и монастырей Гродненской губернии». Всего же в журнале вышло более 30 исторических статей и очерков: «Из летописи Гродненского Борисо-Глебского монастыря», «Борьба Жировицкого монастыря с еврейством», «Базилианский орден и его значение в западно-русской униатской церкви», «Коронование Жировицкой чудотворной иконы Богоматери» и др.